# Sechzehnfleckiger Marienkäfer

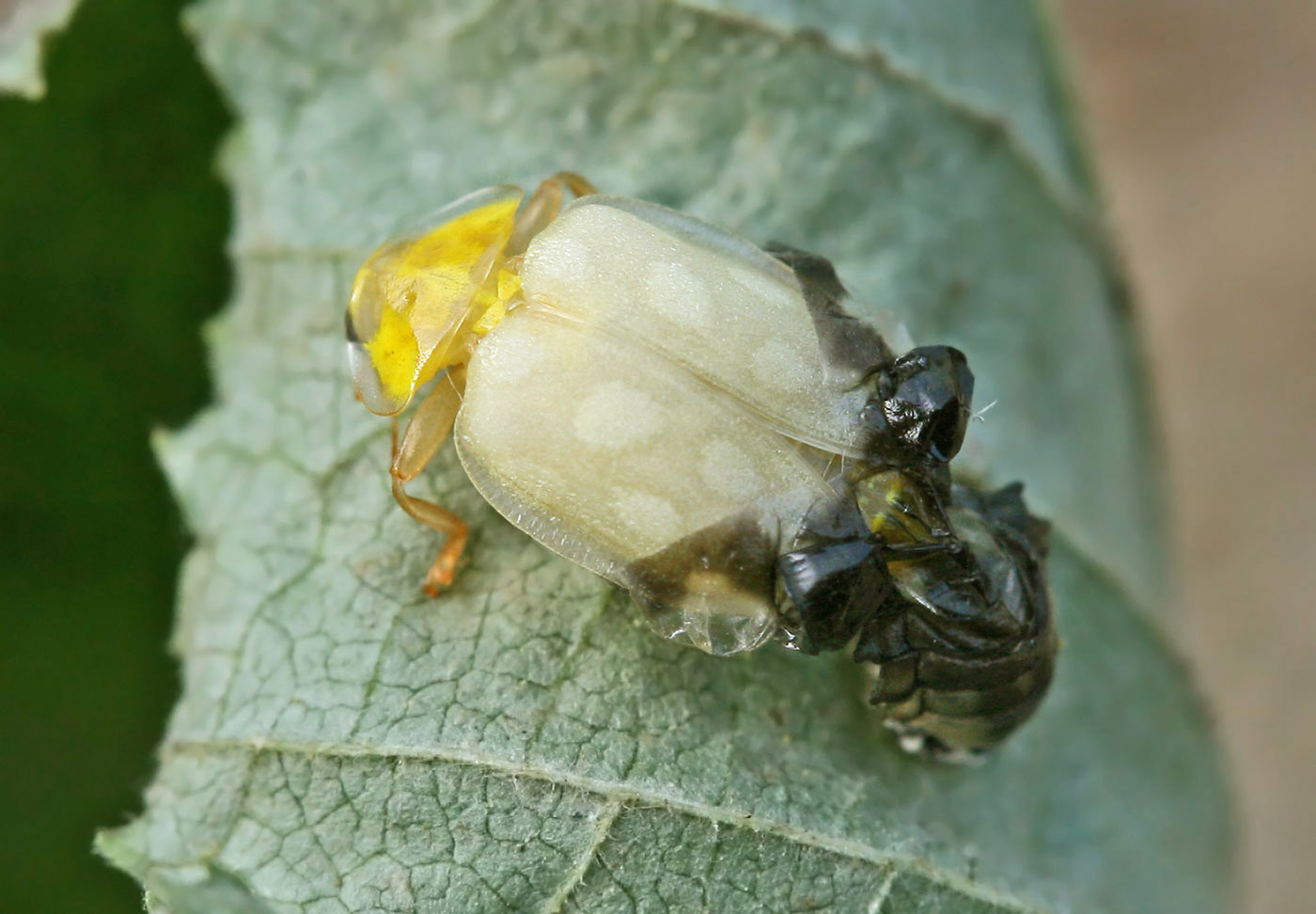
Imaginalhäutung, Imago schlüpft aus Puppenhülle. Die endgültige Färbung wird zusammen mit der Härtung des Exoskeletts erreicht.

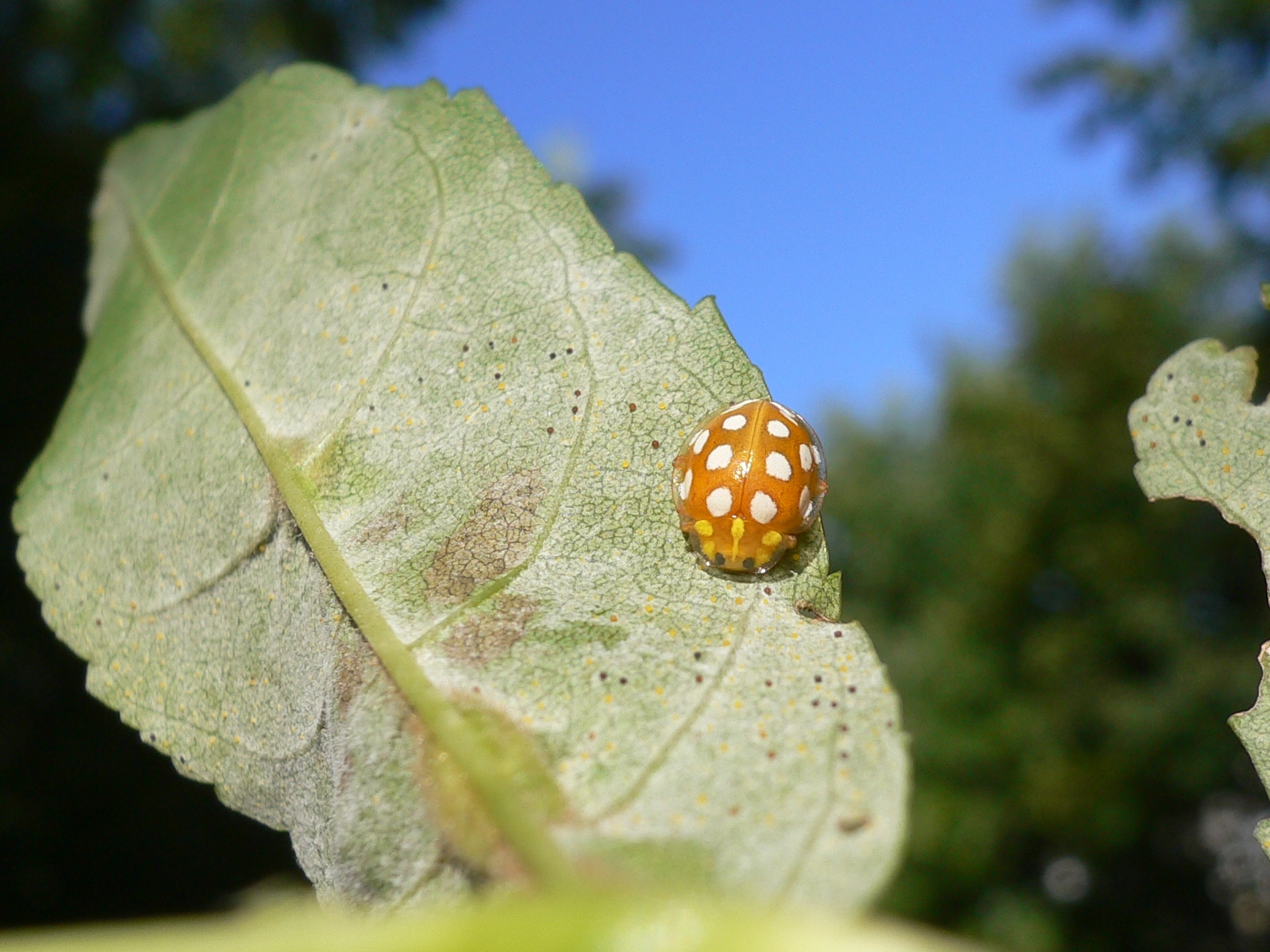
Sechzehnfleckiger Marienkäfer auf mit Mehltau befallenem Blatt

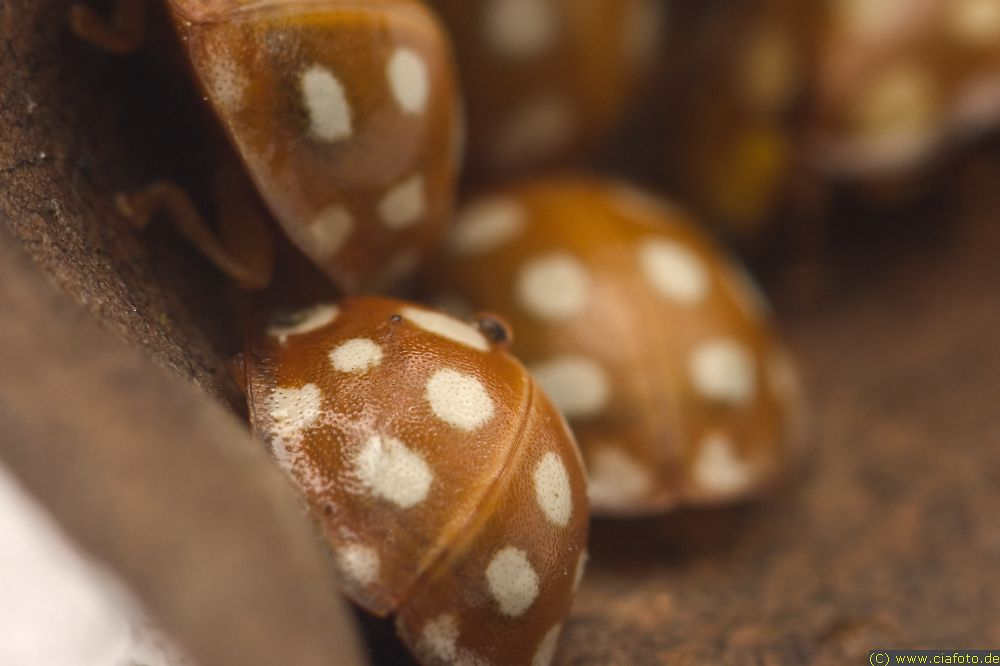
In Winterruhe

Der Sechzehnfleckige Marienkäfer (Halyzia sedecimguttata), auch Sechzehnfleckiger Pilz-Marienkäfer genannt, ist ein Käfer aus der Familie der Marienkäfer (Coccinellidae).

## Merkmale
Die Käfer werden fünf bis sieben Millimeter lang; der Körper ist oval geformt, eher rund als gestreckt, und gewölbt. Ihr gesamter Körper hat auf der Ober- und Unterseite eine hellbraune Grundfarbe, lediglich die Facettenaugen sind schwarz. Auf den Deckflügeln finden sich je acht weißliche Flecken, von denen bei manchen Exemplaren auch welche fehlen können, die Flügeldeckennaht ist fein an beiden Seiten mit einer hellen Längslinie versehen. Auf dem Halsschild, der meist den Kopf verdeckt, befindet sich an beiden Außenseiten ein weißlicher Fleck. Die ebenso hellbraunen Fühler sind recht lang und verdicken sich am Ende leicht.

### Ähnliche Arten
- Licht-Marienkäfer (Calvia decemguttata)
- Zwölffleckiger Pilz-Marienkäfer  (Vibidia duodecimguttata)

## Vorkommen
Die Käfer sind in der gesamten Paläarktis außer im hohen Norden recht weit verbreitet. Sie leben in Laubwäldern und Gebüschen von niedrigen Lagen bis in leicht gebirgige Höhen. Manchmal findet man sie auch in Nadelwäldern. Sie fliegen von April bis Oktober.

## Lebensweise
Die sowohl tag- als auch nachtaktiven Tiere sitzen meist auf Blättern, von denen sie den Mehltau abfressen. Da sie dadurch teilweise Schäden von der Pflanze, z. B. durch Pilzbefall, abwenden können, werden sie von Gärtnern als Nützlinge angesehen. Erst im Frühling legt das Weibchen die Eier in die Vegetation. Die Larven führen eine ähnliche Lebensweise wie die ausgewachsenen Käfer. Aus den Puppen, die meist von Pflanzen herunterhängen, schlüpfen die fertigen Käfer. Diese überwintern im Bodenstreu.

## Besonderes
Der Sechzehnfleckige Marienkäfer soll die Härte des Winters voraussagen können. Überwintert er in einem Astloch oder unter der Rinde eines Baumes, so wird der Winter mild, vergräbt er sich im Laub am Boden, soll der Winter hart werden.